# Championnat de Finlande de football 1968
Navigation
Saison précédente Saison suivante
La saison 1968 du Championnat de Finlande de football était la 39e édition de la première division finlandaise à poule unique, la Mestaruussarja. Les douze meilleurs clubs du pays jouent les uns contre les autres à deux reprises durant la saison, à domicile et à l'extérieur. À la fin de la compétition, les 2 derniers du classement sont relégués et remplacés par les 2 meilleurs clubs d'Ykkonen, la deuxième division finlandaise.
C'est le TPS Turku qui est sacré champion de Finlande cette saison, en terminant en tête du classement final, avec 2 points d'avance sur le tenant du titre, le Reipas Lahti et 3 sur le HJK Helsinki. C'est le 5e titre de champion du TPS.

## Les 12 clubs participants
| - VPS Vaasa - UponP Lahti - KPV Kokkola - Ponnistus Helsinki - Promu de Ykkonen - MP Mikkeli - KTP Kotka | - HJK Helsinki - Assät Pori - Promu de Ykkonen - Haka Valkeakoski - TPS Turku - KuPS Kuopio - Reipas Lahti |

## Compétition

### Classement
Le barème de points servant à établir le classement se décompose ainsi :
- Victoire : 2 points
- Match nul : 1 point
- Défaite : 0 point

| Rang | Équipe               | Pts | J  | G  | N | P  | Bp | Bc | Diff |
| ---- | -------------------- | --- | -- | -- | - | -- | -- | -- | ---- |
| 1    | TPS Turku            | 32  | 22 | 14 | 4 | 4  | 48 | 19 | +29  |
| 2    | Reipas Lahti T       | 30  | 22 | 11 | 8 | 3  | 45 | 31 | +14  |
| 3    | HJK Helsinki         | 29  | 22 | 11 | 7 | 4  | 51 | 33 | +18  |
| 4    | KuPS Kuopio C        | 25  | 22 | 11 | 3 | 8  | 39 | 29 | +10  |
| 5    | KPV Kokkola          | 23  | 22 | 8  | 7 | 7  | 41 | 33 | +8   |
| 6    | UponP Lahti          | 22  | 22 | 10 | 2 | 10 | 41 | 38 | +3   |
| 7    | Haka Valkeakoski     | 22  | 22 | 7  | 8 | 7  | 31 | 30 | +1   |
| 8    | MP Mikkeli           | 22  | 22 | 9  | 4 | 9  | 38 | 42 | -4   |
| 9    | KTP Kotka            | 19  | 22 | 7  | 5 | 10 | 35 | 42 | -7   |
| 10   | Assät Pori P         | 17  | 22 | 6  | 5 | 11 | 38 | 59 | -21  |
| 11   | Ponnistus Helsinki P | 13  | 22 | 5  | 3 | 14 | 28 | 53 | -25  |
| 12   | VPS Vaasa            | 10  | 22 | 2  | 6 | 14 | 14 | 40 | -26  |

|  | Qualification pour la Coupe d'Europe des clubs champions 1969-1970                      |
|  | Qualification pour la Coupe des Coupes 1969-1970                                        |
|  | Relégation en deuxième division                                                         |
|  | T Tenant du titre C Vainqueur de la Coupe de Finlande P Club promu de deuxième division |

## Bilan de la saison
| Championnat de Finlande de football 1968                  |                      |
| Champion                                                  | TPS Turku (5e titre) |
| Coupes et trophées                                        |                      |
| Vainqueur de la Coupe de Finlande 1968                    | KuPS Kuopio          |
| Qualifications continentales                              |                      |
| Coupe d'Europe des clubs champions 1969-1970 Premier tour | TPS Turku            |
| Coupe des Coupes 1969-1970 Premier tour                   | KuPS Kuopio          |
| Promotions et relégations                                 |                      |
| Promus en Mestaruussarja                                  | Elo Kuopio           |
| Promus en Mestaruussarja                                  | IKissat Tampere      |
| Relégués en Ykkonen                                       | Ponnistus Helsinki   |
| Relégués en Ykkonen                                       | VPS Vaasa            |